# 172951 Mehoke
172951 Mehoke este o planetă minoră (asteroid) din centura de asteroizi. A fost descoperită pe 11 mai 2005 la Observatorio de Cerro Tololo⁠(d) de Marc Buie⁠(d). 
Obiectul prezintă o orbită caracterizată de o semiaxă mare de 2,3625437760401 UAi, o excentricitate de 0,058295096152706, o înclinație de 5,8233153548838 ° în raport cu ecliptica.